# Stefan Skwarczowski
Stefan Skwarczowski (ur. 22 marca 1907 w Porąbkach, zm. 18 października 1990 w Rzeszowie) – polski piłkarz występujący na pozycji pomocnika.
Skwarczowski był wychowankiem Sokoła Kraków. W 1924 roku trafił do Sparty Kraków i reprezentował ją do 1929 roku. W 1930 roku zasilił |pierwszoligową Garbarnię Kraków, w której grał przez pięć sezonów. Zadebiutował w niej 23 marca 1930 roku w przegranym 1:3 meczu z  Warszawianką, zaś pierwszą bramkę strzelił 25 czerwca 1933 roku w zremisowanym 2:2 spotkaniu z Wisłą Kraków. W sezonie 1931 Skwarczowski sięgnął z Garbarnią po tytuł mistrza Polski. W latach 1934–1938 był piłkarzem Okęcia Warszawa, natomiast w 1939 roku Stali Rzeszów. Po zakończeniu II wojny światowej Skwarczowski ponownie został zawodnikiem Stali, którą reprezentował do 1949 roku.   

## Statystyki klubowe
| Sezon | Klub             | Liga   | Liga krajowa | Liga krajowa | Liga krajowa |
| ----- | ---------------- | ------ | ------------ | ------------ | ------------ |
| Sezon | Klub             | Liga   | Mecze        | Bramki       |              |
| 1930  | Garbarnia Kraków | I Liga | 11           | 0            |              |
| 1931  | Garbarnia Kraków | I Liga | 16           | 0            |              |
| 1932  | Garbarnia Kraków | I Liga | 22           | 0            |              |
| 1933  | Garbarnia Kraków | I Liga | 17           | 3            |              |
| 1934  | Garbarnia Kraków | I Liga | 6            | 0            |              |
| Razem | Razem            | Razem  | 72           | 3            |              |

## Sukcesy

### Garbarnia Kraków
- Mistrzostwo Polski w sezonie 1931